# FC Metallurg-Kuzbass Novokuznetsk
El FC Metallurg-Kuzbass (en ruso: ФК «Металлург-Кузбасс») es un club de fútbol ruso de la ciudad de Novokuznetsk. Fue fundado en 1946, disputa sus partidos como local en el Estadio Metallurg y compite en la Primera División de Rusia.

## Historia
El club Metallurg-Kuzbass fue fundado en 1946 en la ciudad de Novokuznetsk y participó en las divisiones inferiores del sistema de ligas de fútbol de la Unión Soviética. Desde entonces, con algunas interrupciones, ha sido un participante constante en las competiciones nacionales de clubes.
Uno de los logros más brillantes de la historia del FC "Metallurg-Kuzbass" fue en la Copa Soviética de 1961, cuando el equipo mostró el mejor resultado de un equipo de Kuzbass desde hacía más de cuarenta años. El "Metallurg", dirigido por aquel entonces por Alexander Zinin, alcanzó los octavos de final de la Copa, donde fue eliminado por el Lokomotiv Moscú. Antes había eliminado al Pakhtakor Tashkent y al Kairat Almaty, ambos equipos de la Primera división soviética.
Tras la disolución de la URSS, el club descendió a la Segunda División de Rusia después en 2005, y solo terminó segundo en la región "Oriente" en la siguiente temporada. Sin embargo, al Lada Togliatti y Dinamo Makhachkala se les negó las licencias para la Primera División y por lo tanto éstos acabaron descendiendo. En 2012 consiguió ascender de nuevo a la Primera división rusa.
Temporadas en liga

## Jugadores

### Jugadores destacados
- Serghei Clescenco
- Konstantīns Igošins